# Wolfgang Nebe
Wolfgang Nebe (* 23. April 1934 in Chemnitz; † 3. August 2019 in Löbau)  war ein deutscher Forstwissenschaftler und Hochschullehrer an der Technischen Universität Dresden.

## Werdegang
Nach Schulbesuch und Abitur 1952 in Freiberg begann er eine Lehre zum Waldarbeiter in Freiberg und begann dann 1953 sein Studium der Forstwissenschaft an der Technischen Universität Dresden, das er 1957 mit dem Diplom abschloss. Zunächst arbeitete er als forstlicher Betriebsassistent in Oelsnitz im Vogtland und in Freiberg, dann ab 1959 als Standortserkundler am Institut für Forsteinrichtung und Standortserkundung in Potsdam. 1960 ging er als wissenschaftlicher Mitarbeiter am Institut für Bodenkunde und Standortslehre bei Hans Joachim Fiedler zurück an seine Alma Mater in Dresden. 1962 promovierte er zum Dr. rer. silv., seine Dissertation hatte den Ernährungszustand älterer Fichtenbestände zum Thema. 1966 wurde er zum Oberassistenten befördert; 1968 habilitierte er sich; in seiner Habilitationsschrift beschäftigte er sich, ähnlich wie bereits in seiner Dissertation, mit Ernährung und Düngung von Fichtenbeständen. Nebe kam viele Jahre nicht über den Status eines Oberassistenten hinaus, obwohl er die für eine Professur erforderlichen Voraussetzungen längst erfüllt hatte; als Ehemann einer Pastorin und aktiv mitwirkend in der Kirche war für ihn eine Stelle als Professor nicht erreichbar. Erst in der Wendezeit wurde er 1990 Hochschuldozent. 1992 erhielt er den Ruf auf die neu geschaffene Professur für forstliche Standortslehre in Tharandt. Zeitweise war Nebe Direktor des Instituts für Bodenkunde und Standortslehre. 1999 wurde Nebe emeritiert, sein Nachfolger wurde Karl-Heinz Feger.

## Forschungsinteressen
Zentrum von Nebes Interessen waren der Ernährungszustand und die Nährstoffversorgung von Waldbeständen. Nebe verfolgte dabei einen interdisziplinären Ansatz, der Klimatologie, Waldwachstumsmodelle und weitere Bereiche der Forstwissenschaft mit einbezog. Dabei war nicht nur der Wald in der DDR und anderen Ländern des Ostblocks Gegenstand seiner Forschung und Lehre, sondern er hielt auch Vorlesungen über Wälder in tropischen und anderen ferneren Ländern, obwohl ihm Reisen dorthin verwehrt blieben. Im vereinten Deutschland untersuchte er in einem vom Bundesministerium für Bildung und Forschung geförderten Projekt die immissionsgeschädigten Waldbestände im Erzgebirge und lotete die Möglichkeiten für einen Waldumbau unter Berücksichtigung der Ökologie des Standortes aus.

## Werke
Nebe veröffentlichte etwa 200 Arbeiten zu forstwissenschaftlichen Themen, teils unter Mitwirkung anderer Autoren. Auch an Lehrbüchern war Nebe beteiligt. Beispiele seiner Arbeiten: 
- Über den Ernährungszustand älterer Fichtenbestände in den mittleren Berglagen unter besonderer Berücksichtigung des Erzgebirges. Technische Universität Dresden, 1962. (Dissertation)
- Untersuchung zur Ernährung und Düngung von Fichtenbeständen auf terrestrischen Standorten. Technische Universität Dresden, 1968.ds (Habilitationsschrift)
- Forstliche Pflanzenernährung und Düngung. Fischer, Stuttgart 1973, ISBN 978-3-437-30165-0. (mit Hans Joachim Fiedler und Joachim Hoffmann; Lehrbuch, bekannt als "Fiedler-Nebe-Hoffmann")
- Untersuchung von Waldökosystemen im Erzgebirge als Grundlage für einen ökologisch begründeten Waldumbau. Technische Universität Dresden. (Als Herausgeber)